# Firmin Bacconnier
Pour les articles homonymes, voir Bacconnier.
Firmin Bacconnier, né le 7 octobre 1874 à Aizac et mort le 18 octobre 1965 à Versailles, est un journaliste monarchiste et théoricien du corporatisme français. Disciple de René de La Tour du Pin, il fut pendant toute sa vie l'apôtre infatigable de la doctrine corporatiste.
D'abord hostile à l'Action française à ses débuts, il rejoint le mouvement après la Première Guerre mondiale. Sous la Collaboration, il adhère au projet de la Révolution nationale et est amené à collaborer à plusieurs journaux comme "L'Émancipation nationale", "L'Appel", etc.

## Biographie
Inspiré par le comte de Chambord et René de La Tour du Pin, Firmin Bacconnier, artisan imprimeur, publie en 1902, une série d'articles intitulés « L'organisation du travail » dans la Revue d'Action française.
En 1903, Firmin Bacconnier obtient de Charles Maurras la préface de son Manuel du Royaliste. De 1904 à 1906, il anime une revue ouvriériste L'Avant-Garde Royaliste.

### L'Accord social
Fort de cette initiative, il lance en avril 1907 une ligue et un bimensuel intitulé L'Accord social destiné à diffuser l'idéologie corporatiste chez les classes laborieuses,. Le périodique ne suscite pas l'engouement espéré mais plutôt les sarcasmes de la Confédération Générale du Travail. Malgré cela, la ligue d'Accord social revendique une quarantaine de groupes d'études. En juillet 1908, l'Action française et la ligue d'Accord social décident de s'entraider dans leur propagande.
A la même époque, il participe aux réunions de l'Entente nationale, fréquente les milieux du syndicalisme révolutionnaire et tente une conciliation entre ce courant et le monarchisme. Il collabore notamment avec Georges Valois et Georges Coquelle-Viance.

### La rupture avec l'Action française
Il se détourne de l'Action française en 1910 au moment où l'Action française est critiquée pour la violence de ses Camelots du Roi et de son inclinaison vers la Confédération Générale du Travail impulsée par Georges Valois,. Lorsque ce dernier quitte l'Action française, Firmin Bacconnier revient dans le giron de l'Action française.

### Après-guerre

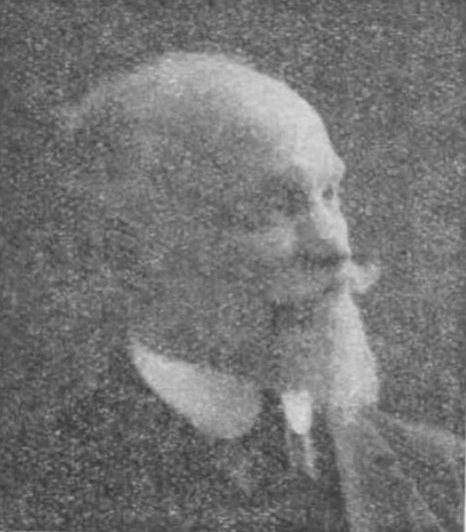
Firmin Bacconnier en 1928.

En 1924, il est membre de l'Union des corporations françaises dont il devient plus tard le président.
En 1928, il préside un « Cercle d'études économiques et sociales » à l'Action française.
Bacconnier collabora à de nombreux journaux tels que La Gazette de France et la Production française, organe de la Confédération de l'intelligence et de la production française fondée par Georges Valois le 21 mars 1920.
Dans les années 1950, Bacconnier lance le périodique L'Ouvrier Français.

## Ouvrages publiés
- Manuel du royaliste (1903)
- ABC du royalisme social (1909)
- ABC du syndicaliste (1919)
- Régime corporatif (1933)
- Le salut par la corporation (1935)
- Ce qu’il faut savoir du corporatisme (1943) - réédité sous le titre Ce qu’il faut savoir du corporatisme Français  (1952)
- Syndicalisme et corporatisme (1944)